# Gabriella Hauch
Gabriella Hauch (* 18. Juli 1959 in Salzburg) ist eine österreichische Historikerin und Professorin für Geschichte der Neuzeit mit dem Schwerpunkt Frauen- und Geschlechtergeschichte.

## Leben und Werk
Gabriella Hauch studierte von 1977 bis 1984 Deutsche Philologie und Geschichte für das Lehramt an der Universität Salzburg und schloss ihr Studium mit einer Magisterarbeit in Philologie über die Schriftstellerin Irmgard Keun und in Geschichte mit einer Arbeit über Frauen in der Revolution 1848 ab. 1990 folgte die Promotion zur Dr. phil. mit einer Dissertation zum Thema Affirmation und Widerstand. Frauenleben im Wiener Vormärz und der Revolution 1848. Sie habilitierte an der Universität Linz, die ihr 1996 die venia docendi für Neuere Geschichte und Zeitgeschichte verlieh. In ihrer Habilschrift mit dem Titel Vom Frauenstandpunkt aus. Frauen im Parlament 1919–1933 widmete sie sich der Geschichte des Frauenwahlrechts in Österreich, das Ende des Ersten Weltkrieges und der Monarchie in der neuen Republik eingeführt worden war.
1997/98 übernahm Gabriella Hauch eine Vertretungsprofessur am Institut für Geschichte der Universität Innsbruck. 2001 war sie Gründungsprofessorin und bis 2011
Institutsvorstand des gesamtuniversitären Instituts für Frauen- und
Geschlechterforschung an der Johannes Kepler Universität in Linz. Von 2001 bis 2004 war sie außerdem Co-Leiterin des Ludwig-Boltzmann-Instituts für Gesellschafts- und  Kulturgeschichte Linz-Graz-Salzburg.
Im September 2011 wurde sie in der Nachfolge von Edith Saurer auf die Professur für Geschichte der Neuzeit/Frauen- und Geschlechtergeschichte an die Universität Wien berufen. Ihre Arbeitsschwerpunkte in Lehre, Forschung und Publikationen sind Frauen- und Geschlechtergeschichte Europas seit der Französischen Revolution, Geschlecht und Nationalsozialismus, Frauen und Politik in Österreich 1848–1938.
Von 1999 bis 2005 war Gabriella Hauch Präsidentin der International Conference of Labour and Social History (ITH), zu deren wissenschaftlichem Beirat sie seit 2006 gehört.
Sie ist Mitherausgeberin der Österreichischen Zeitschrift für Geschichtswissenschaften und seit 2012 für die Zeitschrift L’Homme sowie von wissenschaftlichen Reihen im StudienVerlag (Innsbruck-Wien-Bozen) und im Campus Verlag.

## Auszeichnungen
- 1986: Theodor-Körner-Preis (Förderpreis)
- 1992: Käthe-Leichter-Preis für Frauen- und Geschlechtergeschichte
- 2012: Wiener Frauenpreis für Geschichtswissenschaft
- 2014: Gabriele-Possanner-Staatspreis für ihre wissenschaftlichen Leistungen in Forschung und Lehre[1]
- 2016: Frauenring-Preis[2]
- 2020: Preis der Stadt Wien für Geisteswissenschaften[3]
- 2023: Kulturpreis des Landes Oberösterreich für Kultur- und Geisteswissenschaft[4]

## Schriften (Auswahl)

### Monografien
- Gegen welchen Krieg – für welchen Frieden? Frauen zwischen Autonomie – Affirmation – Parteidisziplin am Beispiel des Spanischen Bürgerkrieges 1936–1939. In: Zeitgeschichte, Jahrgang 1987, S. 365–384 (online bei ANNO).
- Frauen.Leben.Linz. Eine Frauen- und Geschlechtergeschichte im 19. und 20. Jahrhundert, Linz 2013 (Über das Buch: Archiv der Stadt Linz: Frauen.Leben.Linz, pdf)
- Frauen bewegen Politik. Österreich 1848–1938 (= Studien zur Frauen und Geschlechterforschung, Bd. 10), Innsbruck/Wien/Bozen 2009, 2. Auflage 2010
- NS-Zwangsarbeit am Standort Linz der Hermann Göring AG Berlin, 1938–1945, hrsg. v. Oliver Rathkolb, Bd. 1: Zwangs- und SklavenarbeiterInnen, Wien/Köln/Weimar 2001 (mit Christian Gonsa u. a.)
- Vom Frauenstandpunkt aus. Frauen im Parlament 1919 bis 1933, Wien 1995
- Frau Biedermeier auf den Barrikaden. Frauenleben in der Wiener Revolution 1848, Wien 1990

### Herausgeberschaft
- Epochenschwellen (mit Monika Mommertz, Claudia Opitz-Belakhal), Köln 2014
- Frauen- und Geschlechtergeschichte des Nationalsozialismus. Fragestellungen, Perspektiven, neue Forschungen, Innsbruck-Wien-Bozen 2007 (gemeinsam mit Johanna Gehmacher)
- Liebe und Widerstand. Ambivalenzen historischer Geschlechterbeziehungen (= L'Homme Schriften. Reihe zur Feministischen Geschichtswissenschaft, Bd. 10), Wien-Köln-Weimar 2005 (gemeinsam mit Christa Hämmerle und Ingrid Bauer)
- Industrie und Zwangsarbeit im Nationalsozialismus. Daimler Benz – VW – Reichswerke Hermann Göring Standorte Linz und Salzgitter. Unter Mitarbeit von Birgit Kirchmayr und Peter Gutschner, Wien/Innsbruck/München/Bozen 2003
- Populismus in Österreich und Frankreich. Ideologie, Politik und Praxis, Wien/Innsbruck/München 2002 (gemeinsam mit Thomas Hellmuth u. Paul Pasteur)
- Vom ‚Reich der Freiheit‘. Liberalismus, Republik, Demokratie 1848–1998, Wien 1999 (gemeinsam mit Maria Mesner)